# 間奏曲
間奏曲（かんそうきょく）は、間に演奏する経過的な楽曲（普通は器楽曲）の総称。
インテルメッツォ（独: Intermezzo）、インテルメッゾ（伊: intermezzo）と呼ばれるものにほぼ相当する。ただし、インテルルディウム（羅: interludium）、インタールード（英: interlude）に相当するものを間奏曲と呼ぶこともある。また、アントラクト（仏: entr'acte）、アクトチューン（英: act-tune）、ツヴィッシェンアクト（ツヴィッシェナクト、独: Zwischenakt）は、インテルメッゾに含まれる概念である。
本項では、インテルメッツォと呼ばれる間奏曲について記す。なお、幕間劇のことをインテルメッツォと呼ぶことがあるが、これは間奏曲でないのでここでは言及しない。
また、間奏とは、ひとつの楽曲の中で、声楽曲ならば声楽を伴わない器楽部分、器楽曲ならば主奏者（独奏者）が休止する部分のことである。

## アントラクト
オペラなどの劇の幕と幕の間、または、一つの幕の中での小休止に演奏される楽曲である。
前者で著名なのはビゼーのオペラ『カルメン』（全4幕）のそれである。いずれも、幕間の休憩の後、次の幕の開幕直前に演奏される。ワーグナーのオペラにおける、次の幕への前奏曲に相当するが、『カルメン』にあっては次の曲からが新しい幕であるとされている。
後者で著名なのは、マスカーニのオペラ『カヴァレリア・ルスティカーナ』（全1幕）の間奏曲である。物語が盛り上がったところで、いったん心を静めるかのように間奏曲が流れる。

## アントラクト以外のインテルメッツォ
- 多楽章構成の楽曲の楽章と楽章の間に挿入される曲。
- 古典組曲の中で、多く終曲ジーグ（ジグ）の前に置かれた。
- 多楽章構成の楽曲（ソナタや交響曲）の、独立した楽章。
- 独立した独奏曲に名付けられたもの。ロマン派の性格的小品のひとつ。シューマン、ブラームスらが、いくつかのピアノ作品にインテルメッツォの名を与えている。
- シューマンはまた、トリオ（複合三部形式の楽曲の中間部）の意味でこの名称を使ったことがある。
- フランスの劇作家ジャン・ジロドゥの戯曲に『間奏曲』（Intermezzo）と題する作品がある。